# Julio Díaz
Julio Díaz Arguedas (Laja, La Paz, Bolivia; 19 de marzo de 1889 - La Paz, Bolivia; 13 de febrero de 1980) fue un militar, escritor e historiador boliviano de la primera mitad del siglo XX que en el año 1940 publicó el primer libro referido a la "Historia del Ejército de Bolivia" y los primeros inicios de la "Historia de la Fuerza Aérea Boliviana" así como también llegó a publicar otras importantes obras literarias específicamente referidas a la "Historia Militar Boliviana".

## Biografía
Julio Díaz Arguedas nació un 19 de marzo de 1889 en la localidad de Laja ubicado en la Provincia de Ingavi del Departamento de La Paz. Sus padres fueron Fructuoso Díaz y Carolina Arguedas. Comenzó sus estudios escolares en 1894 y poco tiempo después, cuando todavía era un niño de solo 10 años, fue testigo visual del estallido de la terrible Guerra Civil Federal Boliviana (1898-1899) entre La Paz y Chuquisaca por el traslado de la sede de gobierno de Bolivia, así como también del comienzo de la Guerra del Acre (1899-1903) entre Bolivia y Brasil. Luego de un breve tiempo, Díaz Arguedas salió bachiller en la ciudad de La Paz el año 1906.

#### Cadete del Colegio Militar del Ejército (1907-1910)
Siendo apenas un jovenzuelo de solo 18 años de edad para esa época, Díaz Arguedas decidió adoptar la carrera de las armas, ingresando a estudiar en el entonces denominado Colegio Militar del Ejército (COLMIL) "Pedro Villamil" de la ciudad de La Paz el 1 de febrero de 1907, en donde permaneció con el rango de cadete durante un lapso de tiempo de cuatro años continuos, logrando finalmente egresar con el grado militar profesional de subteniente de ejército el 30 de octubre de 1910, especializado en el arma de infantería.

### Carrera militar (1910-1947)
Julio Díaz Arguedas comenzó su carrera militar prácticamente pocos años antes del estallido de la Primera Guerra Mundial (1914-1918) que durante aquella época estremeció al mundo entero durante cuatro largos años. Inicialmente empezó con el grado de subteniente en el año 1910 teniendo como primer destino el Regimiento N° 5 de Infantería y luego de tres años, Díaz Arguedas ascendería al grado de teniente en noviembre de 1913. Posteriormente, contrajo matrimonio el 6 de febrero de 1915 con su pareja llamada Carmen Díaz Borja con la cual tuvo tres hijos; Anna Velia Díaz Díaz, Julio Díaz Díaz y Javier Díaz Díaz. Luego de un par de años después, logró también ascender en diciembre de 1917 al grado de capitán. 
En febrero de 1918, Díaz Arguedas fue destinado a la frontera del Departamento del Beni y en 1919 volvió nuevamente al Regimiento N° 5 en donde permaneció hasta el mes de agosto de 1920 cuando en esa fecha fue por primera vez destinado a la región del Chaco. Una vez estando ahí y con 32 años de edad, ascendió al grado de mayor en julio de 1921, permaneciendo en aquel lugar hasta 1922.
En 1922 fue destinado a la ciudad de Potosí a ocupar el puesto de tercer jefe de batallón en el Regimiento de Infantería N° 3 "Pérez", cuyo cuartel se encuentra acantonado actualmente en dicha urbe, permaneciendo en ese lugar por lo menos durante unos 3 años más hasta 1925 cuando pasó a ocupar el entonces cargo militar de secretario del Consejo Supremo de Guerra.
En 1926, Díaz Arguedas fue destinado a la ciudad de Sucre y esta vez ya como jefe de batallón del Regimiento de Infantería N° 2 "Sucre", acantonado en dicha urbe y solamente un año después ascendió al grado de teniente coronel en el mes de septiembre de 1927 a sus 38 años de edad. En 1928 fue destinado a la ciudad de La Paz en donde estuvo como jefe de sección del entonces denominado Ministerio de Guerra de Bolivia.  

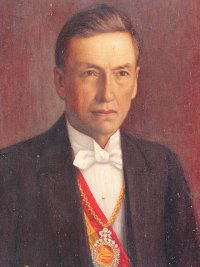
Presidente de Bolivia Daniel Salamanca Urey (1868-1935) gobernó Bolivia durante tres años desde 1931 hasta 1934 y durante su presidencia estalló la terrible guerra del Chaco, que se convirtió en la más mortífera de toda Latinoamérica en el Siglo XX

#### Participación en la Guerra del Chaco (1932-1935)
Cuando en 1932 estalló la terrible guerra del Chaco durante el gobierno del ya casi anciano presidente Daniel Salamanca Urey (1868-1935), cabe mencionar que Julio Diaz Arguedas ya era un hombre maduro que contaba en ese momento con 43 años de edad y ostentaba el grado de teniente coronel (oficial superior) pero aún con "mando medio" dentro del ejército boliviano, por lo que al igual que muchos cientos de miles de militares y ciudadanos bolivianos, concurrió también a participar en dicho conflicto bélico internacional que enfrentó a Bolivia con el Paraguay por la disputa del territorio chaqueño. Durante el transcurrir de la guerra, fue destinado a ocupar un puesto en el comando superior del comando en campaña. 
Logró sobrevivir a la guerra del Chaco y una vez terminado el conflicto bélico, Díaz Arguedas retornó a Bolivia en donde luego de un par de años después fue ascendido en diciembre de 1937 al grado militar de coronel de ejército siendo destinado a la Sección Histórica del Estado Mayor General del Ejército de Bolivia, solo unos pocos años antes ya del estallido de la terrible Segunda Guerra Mundial (1939-1945) que estremeció otra vez al mundo entero por seis largos años durante aquella época. Finalmente, luego de haber cumplido 37 años de servicio activo dentro del ejército boliviano (desde 1910) pues Julio Díaz Arguedas se retiró nomás y pasó a la jubilación en 1947, a sus 58 años de edad.

### Pionero de la Historia Militar Boliviana
Durante su larga trayectoria en la carrera militar, Julio Díaz Arguedas observó que lamentablemente en la sociedad boliviana existía un gran desinterés por la historia castrense del país luego de los terribles acontecimientos sucedidos en la Guerra del Pacífico (1879-1880), en la Guerra del Acre (1899-1903) y luego en la Guerra del Chaco (1932-1935) pues cabe recordar que prácticamente desde el nacimiento del ejército boliviano el 14 de noviembre de 1810 en la Batalla de Aroma habían ya pasado más de 130 largos años (13 décadas) sin que ningún historiador ya sea militar o civil o siquiera algún ciudadano boliviano le hubiera prestado la suficiente atención de manera específica a la "Historia Militar Boliviana" a diferencia de lo que ocurría en otros países sudamericanos. Inmediatamente se puso manos a la obra y después de un arduo trabajo de recopilación de valiosa información de su época, Julio Díaz logra finalmente publicar el primer libro de la "Historia del Ejército de Bolivia" en el año 1940 que posteriormente sería la base para que décadas y décadas más adelante sirviera en las futuras investigaciones de otros historiadores. 
Así mismo, Julio Díaz Arguedas escribió también otras obras como "Fastos Militares de Bolivia" en donde analiza estrictamente desde la óptica militar los aciertos y errores tácticos y estratégicos de las diferentes batallas y combates que tuvo Bolivia en todas sus guerras internacionales así como también realizó una laboriosa y minuciosa investigación biográfica de los diferentes militares bolivianos del Siglo XIX en su libro "Los Generales de Bolivia" entre otras publicaciones. 

### Fallecimiento
Encontrándose ya en una edad muy avanzada, lamentablemente Julio Díaz Arguedas falleció por causas naturales un 13 de febrero de 1980 en la ciudad de La Paz a solo un mes de cumplir los 91 años de edad.

### Publicaciones
- Los generales de Bolivia 1825-1932 (1929)
- El ejército a través de un siglo (1931-1932)
- Ensayo de Máximas y pensamiento del Libertador (1933).
- Los elegidos de la gloria. I. Resumen histórico biográfico de la campaña del Chaco (1937)
- Historia del Ejército de Bolivia 1825-1932 (1940)
- La Guerra con el Paraguay. Resumen histórico biográfico 1932-1935 (1942)
- Fastos militares de Bolivia (1943)
- El Gran Mariscal de Montenegro Otto Felipe Braun, ilustre extranjero al servicio de Bolivia (1945)
- El derrumbe de una tiranía, La Revolución de julio de 1946 (1947)
- Cómo fue derrocado el Hombre Símbolo (Daniel Salamanca). Un capítulo de la guerra con el Paraguay (1957)
- El Mariscal Santa Cruz y sus generales (1965)
- Expedicionarios y exploradores del suelo boliviano (2 v., 1971)
- Paceños célebres (1974)
- Síntesis histórica de la ciudad de La Paz, 1548-1948 (1978).